# Chesterfieldinseln
Die Chesterfieldinseln (auch Chesterfield-Inseln, französisch Îles Chesterfield) sind ein Atoll im zum Südpazifik gehörenden Korallenmeer. Sie liegen westlich der Riffinseln zwischen Australien und Neukaledonien, zu dem sie politisch gehören. Seit 1878 stehen sie unter französischer Herrschaft. Die Chesterfieldinseln bestehen zum größten Teil aus kleinen, kaum über den Meeresspiegel ragenden Eilanden und Riffen. Die Inseln verfügen über Guano.
Das Atoll weist eine Gesamtfläche von 4765 km² auf und ist damit eines der größten Atolle weltweit. Die ebenfalls veröffentlichte Größenangabe von nur 1104 km² ist im Vergleich mit dem Satellitenbild unplausibel niedrig, oder bezieht sich nur auf den südlichen Teil, der auch als Récifs Chesterfield bezeichnet wird.
Die aggregierte Landfläche der insgesamt elf Inseln beträgt aber nur 0,85 km² oder 85 Hektar.
Die Tiefe der Lagune wird angegeben mit 20 bis 50 Metern.
Der kleinere südliche Teil des Atolls ist auch bekannt unter der Bezeichnung Récifs Chesterfield, und der größere nördliche als Récifs Bampton. Zu den Inseln gehören, in Reihenfolge gegen den Uhrzeigersinn:
- Récifs Bampton
  - Caye Skeleton
  - Ile Reynard
  - Ile Bampton 
  - Îles Avon (Avon Nord und Avon Sud)
- Récifs Chesterfield
  - Îlot de Sable (North Long Island Cay)
  - Île Longue
  - Îlot du Passage (Bennett Island)
  - Îlot Loop
  - Îlots du Mouillage (Anchorage Islets) (drei Inseln)

Größte Insel ist Île Longue (englisch Long Island), mit einer Länge von 1400 bis 1800 Metern und einer Breite von maximal 100 Metern. Avon Sud ist die westlichste Landmasse der Collectivité Neukaledonien.
Rund 60 Kilometer südlich der Südspitze der Chesterfield-Inseln (Îlot Loop) beginnt das extensive Atoll Bellona (Bellona-Riffe). Dazwischen liegen als südliche Fortsetzung Banc de Dumont d'Urville (486 km²), Banc de Boussole (98 km²) und Banc du Vauban (90 km²), alle ohne Inseln.
Zwischen der Banc du Vauban und dem Atoll Bellona verläuft die Grand Passage des Chesterfield.
Gelegentlich werden die Atolle Chesterfield und Bellona zusammengefasst unter Chesterfield plateau (frz. Plateau des Chesterfield).

## Karten

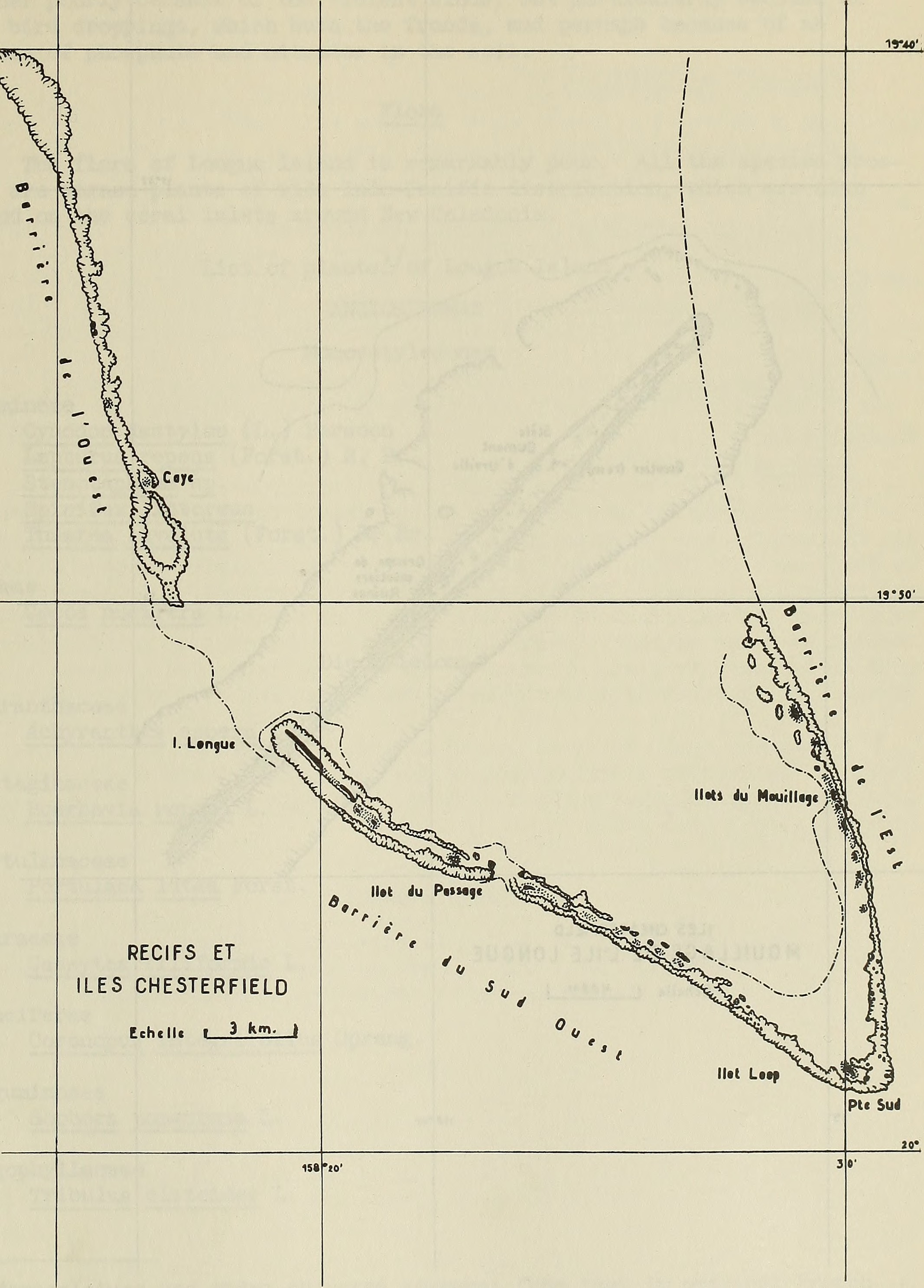
Karte von 1957 mit dem Südteil des Atolls
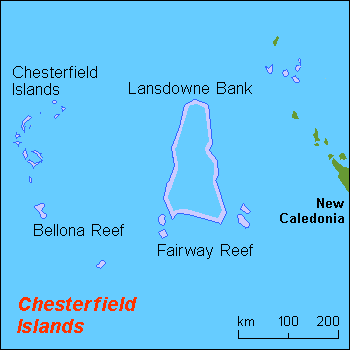
Kartenskizze